# 영암금정중학교
영암금정중학교(靈巖金井中學校)는 대한민국 전라남도 영암군 금정면 용흥리에 있는 공립 중학교이다.

## 학교 연혁
- 1972년 3월 9일 : 영암금정중학교 개교
- 1999년 9월 1일 : 금정초·중학교 통합 운영
- 2000년 11월 8일 : 영암금정 중학교 이거로 학교 통합
- 2023년 9월 1일 : 중학교 제19대 이선심 교장 부임
- 2025년 1월 7일 : 중학교 제51회 졸업(졸업생 총수 4,233명)

## 참고 자료
- 영암금정중학교 - 한국교육학술정보원 학교알리미